# 솔밭공원역
솔밭공원역(松林公園驛, Solbat Park station)은 서울특별시 강북구 우이동과 도봉구 쌍문동에 위치한 서울 경전철 우이신설선의 지하철역이다.

## 특징
청한빌라 앞 삼거리 못 가서 우이동 푸르지오 입구 앞 삼거리에 역이 소재하고 있다. 이 역 인근의 서라벌중학교 버스정류장에서 1120번 지선버스로 환승하면 쌍문동, 방학동 아파트 단지와 창동역 쪽으로 접근이 가능하다.

## 역명의 유래
인근에 있는 여행 명소이며 근린공원인 솔밭근린공원에서 유래되었다. 그러나, 역명과는 
달리 솔밭근린공원의 주 출입구는 4.19민주묘지역과 더 가깝다.

## 역사
- 2017년 3월 2일 : 솔밭공원역으로 역명 결정[1]
- 2017년 9월 2일 : 서울 경전철 우이신설선 개통과 함께 영업 개시

## 역 구조
2면 2선의 상대식 승강장을 갖추고 있으며, 스크린도어가 설치되어 있다.

### 승강장
| 북한산우이 ↑   |
| \| 상          |
| ↓ 4.19민주묘지 |

| 상행 | ● 서울 경전철 우이신설선 | 북한산우이 방면 |
| 하행 | ● 서울 경전철 우이신설선 | 신설동 방면     |

## 사진

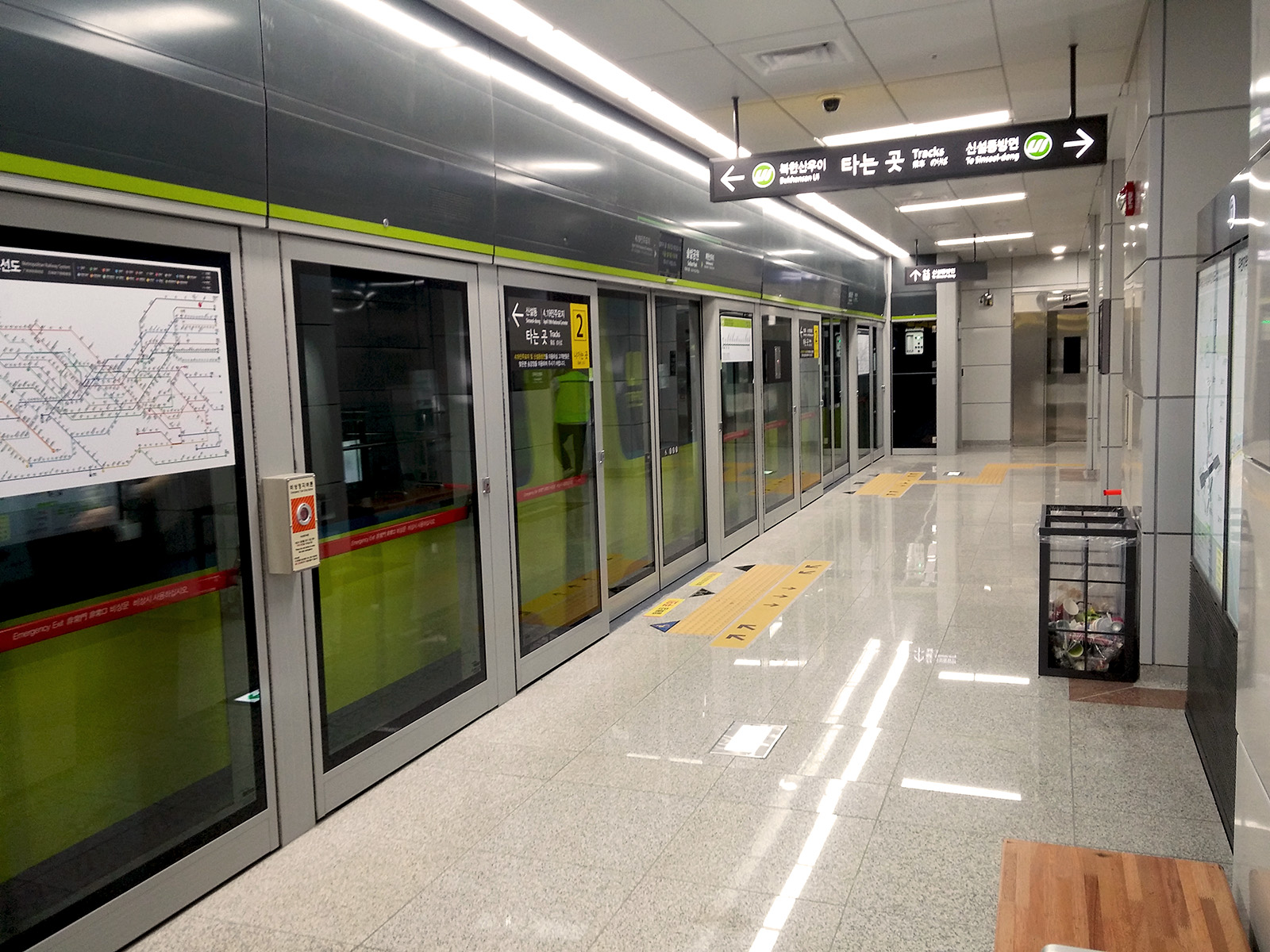
승강장
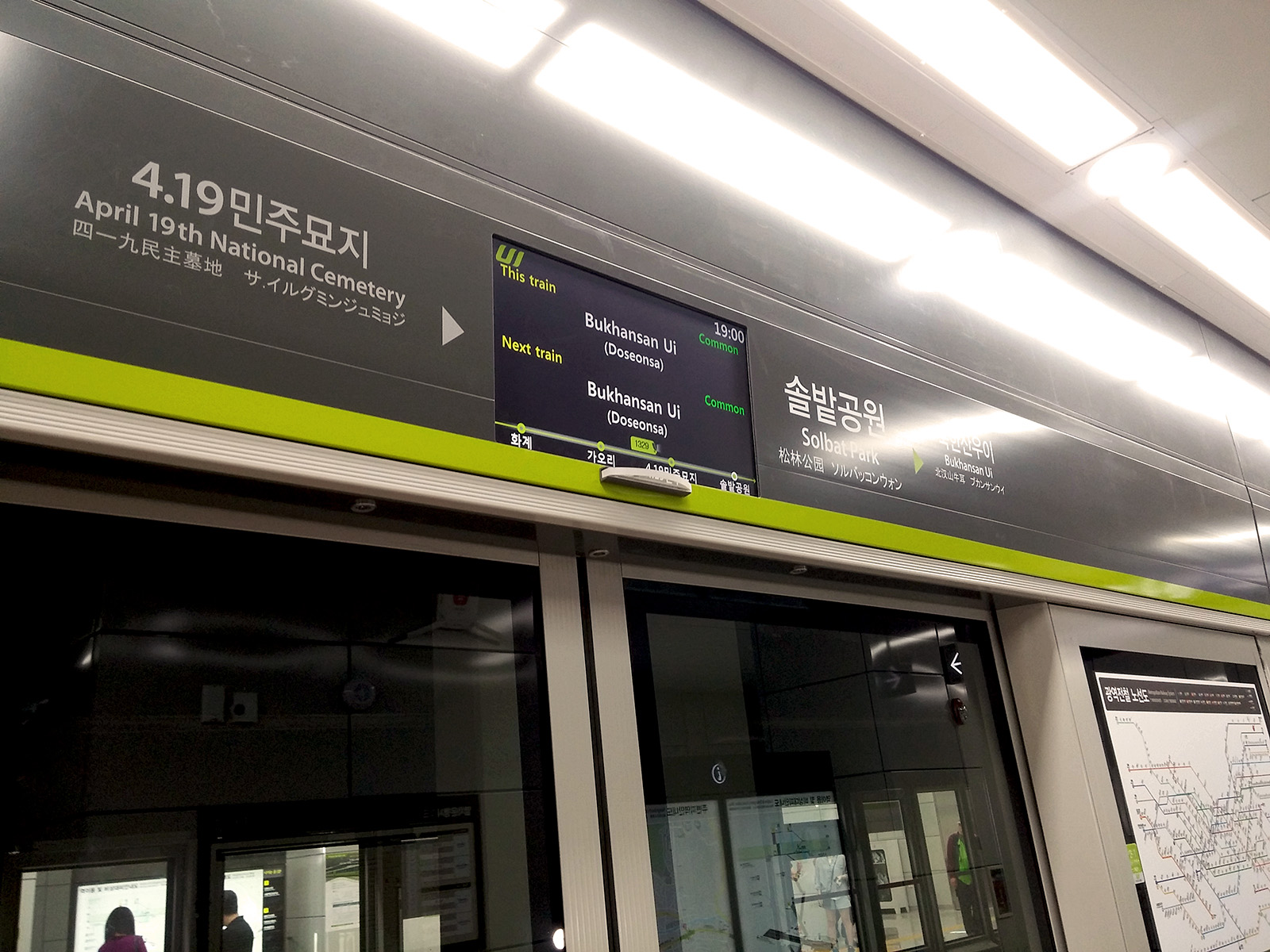
스크린도어
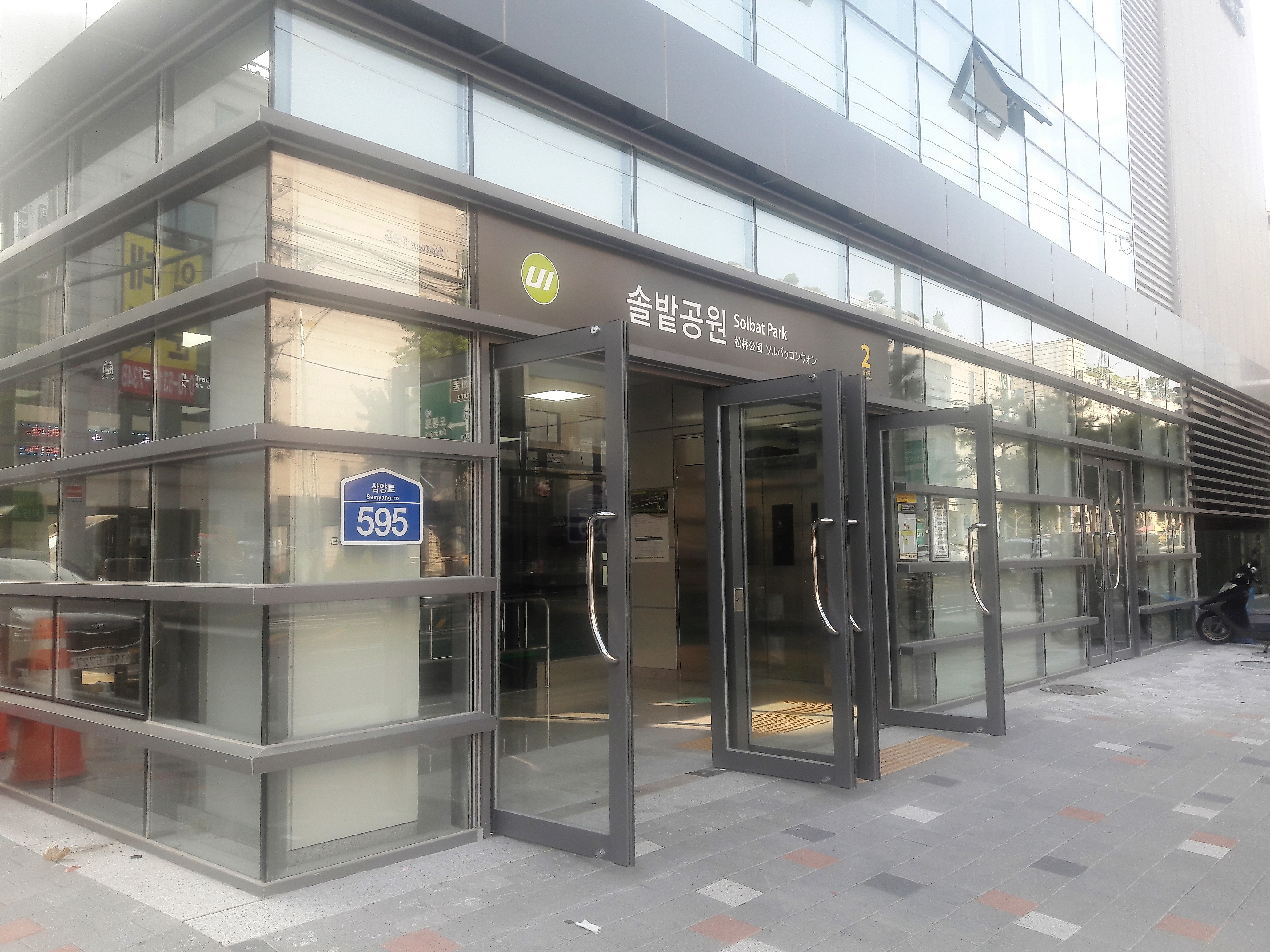
2번 출입구

## 역 주변
| 나가는 곳 | 방면                                     |
| --------- | ---------------------------------------- |
| 1         | 도봉도서관 서울백운초등학교              |
| 2         | 솔밭근린공원 여운형선생묘소 서라벌중학교 |

## 인접한 역
| 서울 경전철 우이신설선 | 서울 경전철 우이신설선   | 서울 경전철 우이신설선   |
| ---------------------- | ------------------------ | ------------------------ |
| 북한산우이 방면        | ● 서울 경전철 우이신설선 | 4.19민주묘지 신설동 방면 |